# Giuseppe Loconsole
Giuseppe Loconsole (Bari, 20 novembre 1973) è un attore italiano, noto soprattutto per aver interpretato il personaggio di Orco Rubio nella serie televisiva per bambini Melevisione.

## Biografia
Nato a Bari, si diploma alla scuola del Teatro Stabile di Torino, diretta da Luca Ronconi, e la sua carriera professionale si muove spaziando tra teatro, televisione e cinema.
In teatro prende parte, tra gli altri, a La vita è sogno, regia di Luca Ronconi, produzione del Piccolo Teatro di Milano e all'Impresario delle Smirne, regia di Giancarlo Cobelli del Teatro Stabile di Torino.
In televisione esordisce con La squadra, serie TV di Rai 3, per proseguire con la partecipazione a Cuore, in onda su Canale 5.

## Filmografia

### Attore

#### Cinema
- Santa Maradona, regia di Marco Ponti (2001)
- I vestiti nuovi dell'imperatore, regia di Alan Taylor (2001)
- Heaven, regia di Tom Tykwer (2002)
- Un Aldo qualunque, regia di Dario Migliardi (2002)
- Trepuntosei (2003)
- La passione di Cristo, regia di Mel Gibson (2004)
- A/R Andata + Ritorno, regia di Marco Ponti (2004)
- La vita è breve, ma la giornata è lunghissima, regia di Lucio Pellegrini e Gianni Zanasi (2004)
- 2061 - Un anno eccezionale, regia di Carlo Vanzina (2007)
- Giallo, regia di Dario Argento (2009)
- Dracula 3D, regia di Dario Argento (2012)
- Evil Things - Cose cattive, regia di Simone Gandolfo (2012)
- Spaccapietre, regia di Gianluca e Massimiliano De Serio (2020)
- Palazzina Laf, regia di Michele Riondino (2023)

#### Televisione
- La squadra – serie TV (2000)
- Melevisione – serie TV (2002-2006)
- Camera Café – sitcom (2004)
- La caccia, regia di Massimo Spano – miniserie TV (2005)
- Ti piace Hitchcock?, regia di Dario Argento – film TV (2005)
- Distretto di Polizia 6 – serie TV, 7 episodi (2006)
- L'ultimo dei Corleonesi, regia di Alberto Negrin – film TV (2007)
- La scelta di Laura – serie TV (2009)
- R.I.S. - Delitti imperfetti – serie TV, episodio 5x20 (2009)
- Squadra antimafia - Palermo oggi – serie TV, episodio 1x05 (2009)
- Intelligence - Servizi & segreti – serie TV (2009)
- R.I.S. Roma - Delitti imperfetti – serie TV (2010-2012)
- La leggenda del bandito e del campione, regia di Lodovico Gasparini – miniserie TV (2010)
- Mia madre, regia di Ricky Tognazzi – miniserie TV (2010)
- Trilussa - Storia d'amore e di poesia, regia di Lodovico Gasparini – miniserie TV (2013)
- Benvenuti a tavola - Nord vs Sud 2 – serie TV (2013)
- Fuoco amico TF45 - Eroe per amore – serie TV (2016)
- Romanzo siciliano, regia di Lucio Pellegrini – miniserie TV (2016)
- Imma Tataranni - Sostituto procuratore – serie TV, episodio 1x06 (2019)
- Blanca – serie TV, episodio 1x03 (2021)
- Giustizia per tutti, regia di Maurizio Zaccaro – miniserie TV, episodi 1x03-1x05 (2022)
- Il metodo Fenoglio - L'estate fredda – serie TV (2023)
- Dostoevskij, regia di Damiano e Fabio D'Innocenzo – miniserie TV (2024)
- Il patriarca (seconda stagione) – serie TV, 11 episodi (2024)

### Regista
- Tu mi nascondi qualcosa (2018)

## Teatro
- La vita è sogno di Pedro Calderón de la Barca, regia di Luca Ronconi, Piccolo Teatro, Milano, stagione 1999-2000[2]